# Grand Prix automobile de Mid-Ohio 2001
Navigation
Édition suivante
Le Grand Prix de Mid-Ohio 2001 (American Le Mans Series at Mid-Ohio), disputé sur le 25 août 2001 sur le Mid-Ohio Sports Car Course est la huitième manche de l'American Le Mans Series 2001.

## Course

### Classement de la course
Classement final de la course (vainqueurs de catégorie en gras), :
| Pos.   | Catégorie | N° | Écurie                              | Pilotes                             | Châssis                           | Pneus | Tours/Abandon |
| Pos.   | Catégorie | N° | Écurie                              | Pilotes                             | Moteur                            | Pneus | Tours/Abandon |
| ------ | --------- | -- | ----------------------------------- | ----------------------------------- | --------------------------------- | ----- | ------------- |
| 1      | LMP900    | 50 | Panoz Motor Sports                  | Jan Magnussen David Brabham         | Panoz LMP-1 Roadster-S            | M     | 116           |
| 1      | LMP900    | 50 | Panoz Motor Sports                  | Jan Magnussen David Brabham         | Élan 6L8 6.0L V8                  | M     | 116           |
| 2      | LMP900    | 1  | Audi Sport North America            | Rinaldo Capello Tom Kristensen      | Audi R8                           | M     | 116           |
| 2      | LMP900    | 1  | Audi Sport North America            | Rinaldo Capello Tom Kristensen      | Audi 3.6L Turbo V8                | M     | 116           |
| 3      | LMP900    | 16 | Dyson Racing                        | Butch Leitzinger James Weaver       | Riley & Scott Mk III C            | G     | 116           |
| 3      | LMP900    | 16 | Dyson Racing                        | Butch Leitzinger James Weaver       | Lincoln (Élan) 6.0L V8            | G     | 116           |
| 4      | LMP900    | 2  | Audi Sport North America            | Frank Biela Emanuele Pirro          | Audi R8                           | M     | 116           |
| 4      | LMP900    | 2  | Audi Sport North America            | Frank Biela Emanuele Pirro          | Audi 3.6L Turbo V8                | M     | 116           |
| 5      | LMP900    | 38 | Champion Racing                     | Andy Wallace Johnny Herbert         | Audi R8                           | M     | 115           |
| 5      | LMP900    | 38 | Champion Racing                     | Andy Wallace Johnny Herbert         | Audi 3.6L Turbo V8                | M     | 115           |
| 6      | LMP900    | 51 | Panoz Motor Sports                  | Klaus Graf Franck Lagorce           | Panoz LMP-1 Roadster-S            | M     | 115           |
| 6      | LMP900    | 51 | Panoz Motor Sports                  | Klaus Graf Franck Lagorce           | Élan 6L8 6.0L V8                  | M     | 115           |
| 7      | LMP900    | 8  | Team Cadillac                       | Wayne Taylor Max Angelelli          | Cadillac Northstar LMP01          | M     | 114           |
| 7      | LMP900    | 8  | Team Cadillac                       | Wayne Taylor Max Angelelli          | Cadillac Northstart 4.0L Turbo V8 | M     | 114           |
| 8      | LMP900    | 7  | Team Cadillac                       | Emmanuel Collard Christophe Tinseau | Cadillac Northstar LMP01          | M     | 113           |
| 8      | LMP900    | 7  | Team Cadillac                       | Emmanuel Collard Christophe Tinseau | Cadillac Northstar 4.0L Turbo V8  | M     | 113           |
| 9      | LMP675    | 5  | Dick Barbour Racing                 | Bruno Lambert Didier de Radiguès    | Reynard 01Q                       | G     | 109           |
| 9      | LMP675    | 5  | Dick Barbour Racing                 | Bruno Lambert Didier de Radiguès    | Judd GV675 3.4L V8                | G     | 109           |
| 10     | GTS       | 3  | Corvette Racing                     | Ron Fellows Johnny O'Connell        | Chevrolet Corvette C5-R           | G     | 109           |
| 10     | GTS       | 3  | Corvette Racing                     | Ron Fellows Johnny O'Connell        | Chevrolet 7.0L V8                 | G     | 109           |
| 11     | GTS       | 4  | Corvette Racing                     | Andy Pilgrim Kelly Collins          | Chevrolet Corvette C5-R           | G     | 109           |
| 11     | GTS       | 4  | Corvette Racing                     | Andy Pilgrim Kelly Collins          | Chevrolet 7.0L V8                 | G     | 109           |
| 12     | LMP675    | 11 | Roock-KnightHawk Racing             | Steven Knight Claudia Hürtgen       | Lola B2K/40                       | A     | 108           |
| 12     | LMP675    | 11 | Roock-KnightHawk Racing             | Steven Knight Claudia Hürtgen       | Nissan (AER) VQL 3.4L V6          | A     | 108           |
| 13     | GTS       | 26 | Konrad Team Saleen                  | Terry Borcheller Franz Konrad       | Saleen S7-R                       | G     | 108           |
| 13     | GTS       | 26 | Konrad Team Saleen                  | Terry Borcheller Franz Konrad       | Ford 7.0L V8                      | G     | 108           |
| 14     | GT        | 42 | BMW Motorsport Schnitzer Motorsport | Jörg Müller JJ Lehto                | BMW M3 GTR                        | M     | 107           |
| 14     | GT        | 42 | BMW Motorsport Schnitzer Motorsport | Jörg Müller JJ Lehto                | BMW 4.0L V8                       | M     | 107           |
| 15     | GT        | 43 | BMW Motorsport Schnitzer Motorsport | Dirk Müller Fredrik Ekblom          | BMW M3 GTR                        | M     | 107           |
| 15     | GT        | 43 | BMW Motorsport Schnitzer Motorsport | Dirk Müller Fredrik Ekblom          | BMW 3.2L I6                       | M     | 107           |
| 16     | GT        | 22 | Alex Job Racing                     | Randy Pobst Christian Menzel        | Porsche 911 GT3-RS                | M     | 106           |
| 16     | GT        | 22 | Alex Job Racing                     | Randy Pobst Christian Menzel        | Porsche 3.6L Flat-6               | M     | 106           |
| 17     | GT        | 10 | Prototype Technology Group          | Peter Cunningham Niclas Jönsson     | BMW M3 GTR                        | Y     | 106           |
| 17     | GT        | 10 | Prototype Technology Group          | Peter Cunningham Niclas Jönsson     | BMW 4.0L V8                       | Y     | 106           |
| 18     | GTS       | 45 | American Viperacing                 | Shane Lewis David Donohue           | Dodge Viper GTS-R                 | D     | 106           |
| 18     | GTS       | 45 | American Viperacing                 | Shane Lewis David Donohue           | Dodge 8.0L V10                    | D     | 106           |
| 19     | GT        | 30 | Petersen Motorsports                | Johnny Mowlem Mike Fitzgerald       | Porsche 911 GT3-R                 | M     | 104           |
| 19     | GT        | 30 | Petersen Motorsports                | Johnny Mowlem Mike Fitzgerald       | Porsche 3.6L Flat-6               | M     | 104           |
| 20 DNF | GT        | 23 | Alex Job Racing                     | Lucas Luhr Sascha Maassen           | Porsche 911 GT3-RS                | M     | 102           |
| 20 DNF | GT        | 23 | Alex Job Racing                     | Lucas Luhr Sascha Maassen           | Porsche 3.6L Flat-6               | M     | 102           |
| 21     | GT        | 6  | Prototype Technology Group          | Boris Said Hans-Joachim Stuck       | BMW M3 GTR                        | Y     | 100           |
| 21     | GT        | 6  | Prototype Technology Group          | Boris Said Hans-Joachim Stuck       | BMW 4.0L V8                       | Y     | 100           |
| 22     | GT        | 52 | Seikel Motorsport                   | Tony Burgess Philip Collin          | Porsche 911 GT3-RS                | Y     | 99            |
| 22     | GT        | 52 | Seikel Motorsport                   | Tony Burgess Philip Collin          | Porsche 3.6L Flat-6               | Y     | 99            |
| 23     | GT        | 15 | Dick Barbour Racing                 | Mark Neuhaus Randy Wars             | Porsche 911 GT3-R                 | D     | 97            |
| 23     | GT        | 15 | Dick Barbour Racing                 | Mark Neuhaus Randy Wars             | Porsche 3.6L Flat-6               | D     | 97            |
| 24 DNF | GT        | 69 | Kyser Racing                        | Kye Wankum Joe Foster               | Porsche 911 GT3-R                 | D     | 74            |
| 24 DNF | GT        | 69 | Kyser Racing                        | Kye Wankum Joe Foster               | Porsche 3.6L Flat-6               | D     | 74            |
| 25     | GTS       | 44 | American Viperacing                 | Tom Weickardt Joe Ellis             | Dodge Viper GTS-R                 | D     | 52            |
| 25     | GTS       | 44 | American Viperacing                 | Tom Weickardt Joe Ellis             | Dodge 8.0L V10                    | D     | 52            |
| 26 DNF | LMP900    | 37 | Intersport                          | John Field Joel Field               | Lola B2K/10B                      | G     | 41            |
| 26 DNF | LMP900    | 37 | Intersport                          | John Field Joel Field               | Judd GV4 4.0L V10                 | G     | 41            |
| 27     | LMP675    | 48 | Southern Comfort Racing             | Jimmy Adams Joe Blacker             | Pilbeam MP84                      | A     | 28            |
| 27     | LMP675    | 48 | Southern Comfort Racing             | Jimmy Adams Joe Blacker             | Nissan (AER) VQL 3.0L V6          | A     | 28            |
| 28 DNF | LMP675    | 57 | Dick Barbour Racing                 | John Graham Milka Duno              | Reynard 01Q                       | G     | 6             |
| 28 DNF | LMP675    | 57 | Dick Barbour Racing                 | John Graham Milka Duno              | Judd GV675 3.4L V8                | G     | 6             |